# 陶斯斯基瓦利 (新墨西哥州)
陶斯斯基瓦利（英語：Taos Ski Valley）是位於美國新墨西哥州陶斯縣的村。

## 人口
根據2020年美國人口普查的數據，陶斯斯基瓦利的面積為7.39平方千米，皆為陸地。當地共有人口77人，而人口密度為每平方千米10人。